# Tramitação
Tramitação ou Tramite, é o ato de seguir os procedimentos nas vias adequadas. Isto é, percorrer os caminhos formais até alcançar o resultado.
No âmbito judicial ou administrativo, a tramitação de um processo representa que este ainda não foi encerrado, mas está seguindo seu curso ou fases normais pelas vias legais e, instâncias competentes e pontos de tramitação (setores) até o resultado final.

## Tramite preferencial
É assegurada na Lei Federal 12 008 de 2009, publicado no Diário Oficial da União, onde afirma que, o direito ao trâmite preferencial em julgamentos de processos judiciais para interessados que tenham idade maior de sessenta anos e, no caso de necessidade de um tratamento médico imediato.

## Tramite de processo judicial
As fases gerais relativas à tramitação de um processo judicial:

### Petição inicial
A petição é o documento inicial de todo processo, onde o autor - quem ajuizou a ação - expõe os fatos e os direitos violados que levaram a entrar com a ação. Também o autor formula os pedidos ao juiz: se deseja uma indenização, ou se deseja que o réu faça ou se abstenha de fazer algo.
Se a questão do processo for urgente, é possível formular um pedido especial ao juiz na petição. Onde o juiz analisará para assim decidir; que não é definitiva, podendo ser modificada a depender das provas produzidas no processo.

### Citação
Quando o juiz recebe a petição inicial, este verifica se os requisitos formais estão de acordo com a lei. Passando-o à fase da citação do réu, quando toma conhecimento da ação, através de um oficial de justiça indo à residência do réu (ou à sede da pessoa jurídica) para realizar a entrega de um mandado de citação, ou seja, uma ordem do juiz para que ele compareça a uma audiência de conciliação.
Na audiência, as partes tentarão chegar a um acordo, com a ajuda de um conciliador. Caso não cheguem, começa o prazo para que o réu apresente a sua versão dos fatos por meio de um documento de contestação.

### Réplica
Depois que o réu apresenta a sua defesa, o próximo passo do processo é a réplica. Onde o autor contrapõe os argumentos que o réu afirmou na contestação.

### Probatório
Uma das fases mais importantes de um processo, etapa que as partes apresentaram os argumentos. Nesse momento, o juiz convoca as partes para que indiquem as provas que pretendem usar para corroborar a versão dos fatos.
Assim, se há testemunhas dos fatos, as partes (o autor ou o réu) devem indicá-las para depoimento, caso necessário fazer perícias.
Como regra, quem alega é quem deve comprovar (autor), enquanto ao réu cabe apenas comprovar algum fato que tire o crédito do autor.
Em casos especiais, a responsabilidade pode ser invertida: o réu é quem deverá provar que o autor está errado. Por exemplo, em processos de direito do consumidor.
Depois das provas serem devidamente autorizadas e juntadas no processo, o juiz chamará as partes para, em última chance antes da sentença, argumentarem sobre elas.

### Sentença
É a parte mais importante do processo, a sentença, que depois de analisar todos os argumentos e provas, o juiz toma a decisão final. Além de decidir sobre os pedidos da petição inicial, o juiz também condena a parte perdedora ao pagamento das verbas sucumbenciais. Isto é, todos os gastos no processo (tanto com honorários de advogado, quanto com taxas cobradas) deverão ser arcadas pela parte perdedora.

### Recursos
Mesmo a sentença sendo a decisão final do juiz, ainda é possível reverter essa decisão. Assim, a parte perdedora poderá apresentar um recurso de apelação. Esse não será julgado pelo mesmo juiz, mas por desembargadores de um Tribunal. Eles terão poderes para rever o processo e, se for o caso, modificar a decisão do juiz.
Também é possível recorrer da decisão desses desembargadores, nos casos em que ela contrariar a Constituição. Assim, os recursos são direcionados ao Supremo Tribunal Federal ou o Superior Tribunal de Justiça.

### Cumprimento
Após todos os recursos julgados, diz-se que a decisão transitou em julgado,ou seja, ela é definitiva e deve ser aplicada.
Em alguns casos, é permitido aplicar a sentença antes do trânsito julgado: nos casos em que há urgência.
O credor deve exigir do devedor que cumpra a sentença. Assim, em um caso em que o juiz ordenou que o réu pagasse uma quantia ao autor, por exemplo, é nessa fase que são apresentados os cálculos e o devedor é intimado à depositar a dívida. O processo tem seu fim quando a sentença é definitivamente cumprida.

## Tramitação no Superior Tribunal Federal
As fases relativas à tramitação de um processo no Superior Tribunal Federal:
Recebimento e distribuição: etapa de processamento inicial, a partir do recebimento e autuação do processo. Consideram-se processos recebidos os ajuizados diretamente no Supremo Tribunal Federal, denominados “originários”, e também aqueles provenientes de outros juízos ou tribunais, denominados “recursais”.
Os processos recebidos, parte seguem via Presidência, por atribuição regimental, recursos que não preenchem requisitos formais de admissibilidade; que tratam de temas com repercussão geral já apreciada pelo STF; prejudicados em razão de decisão do STJ em recurso especial ou agravo interposto no mesmo processo. Parte é registrada à Presidência, habeas corpus em que seja manifesta a incompetência do tribunal para apreciação do pedido; feitos das classes Arguição de Suspeição (AS), Intervenção Federal (IF), Proposta de Súmula Vinculante (PSV), Suspensão de Liminar (SL), Suspensão de Segurança (SS) e Suspensão de Tutela Antecipada (STA). Os processos que não se enquadram nas duas hipóteses, são de distribuição livre ou por prevenção aos Ministros do Supremo.
Julgamento: o processo é identificado pela decisão final, mas cada feito pode ter mais de uma decisão. As decisões podem ser monocráticas (decisão de Ministro) ou colegiadas (decisão de uma Turmas ou do Plenário). No STF as decisões são classificadas em: liminares, decisões interlocutórias, decisões de sobrestamento, decisões finais, decisões de repercussão geral e decisões em recurso interno. 
A decisão final é a principal decisão do processo. Se o processo tiver decisão final e ocorrer o decurso do prazo processual sem que haja interposição de recurso, ocorrerá o trânsito em julgado da decisão e, subsequentemente a baixa do processo.
Comunicações processuais: Abrangem a publicação das decisões no Diário de Justiça Eletrônico, as intimações pessoais, a expedição de ofícios a órgãos que devam dar cumprimento às decisões proferidas pelo Supremo Tribunal Federal.
Recursos: Após a decisão, pode haver uso de recurso interno na forma de: agravo regimental, embargos de declaração, embargos infringentes ou embargos de divergência. Nesse caso, o processo será concluso ao Relator para apreciar o julgamento não corresponde à efetiva finalização do processo, que somente conclui-se com a baixa definitiva.
Processamento final: Ocorre a baixa do processo, que é o marco final da tramitação, representando o momento em que se encerram todas as atividades (jurisdicionais e cartorárias) de um processo no âmbito do Supremo Tribunal Federal.